# Gérald Guillemin
 (mars 2010).
Si vous disposez d'ouvrages ou d'articles de référence ou si vous connaissez des sites web de qualité traitant du thème abordé ici, merci de compléter l'article en donnant les références utiles à sa vérifiabilité et en les liant à la section « Notes et références ».
Pour les articles homonymes, voir Guillemin.

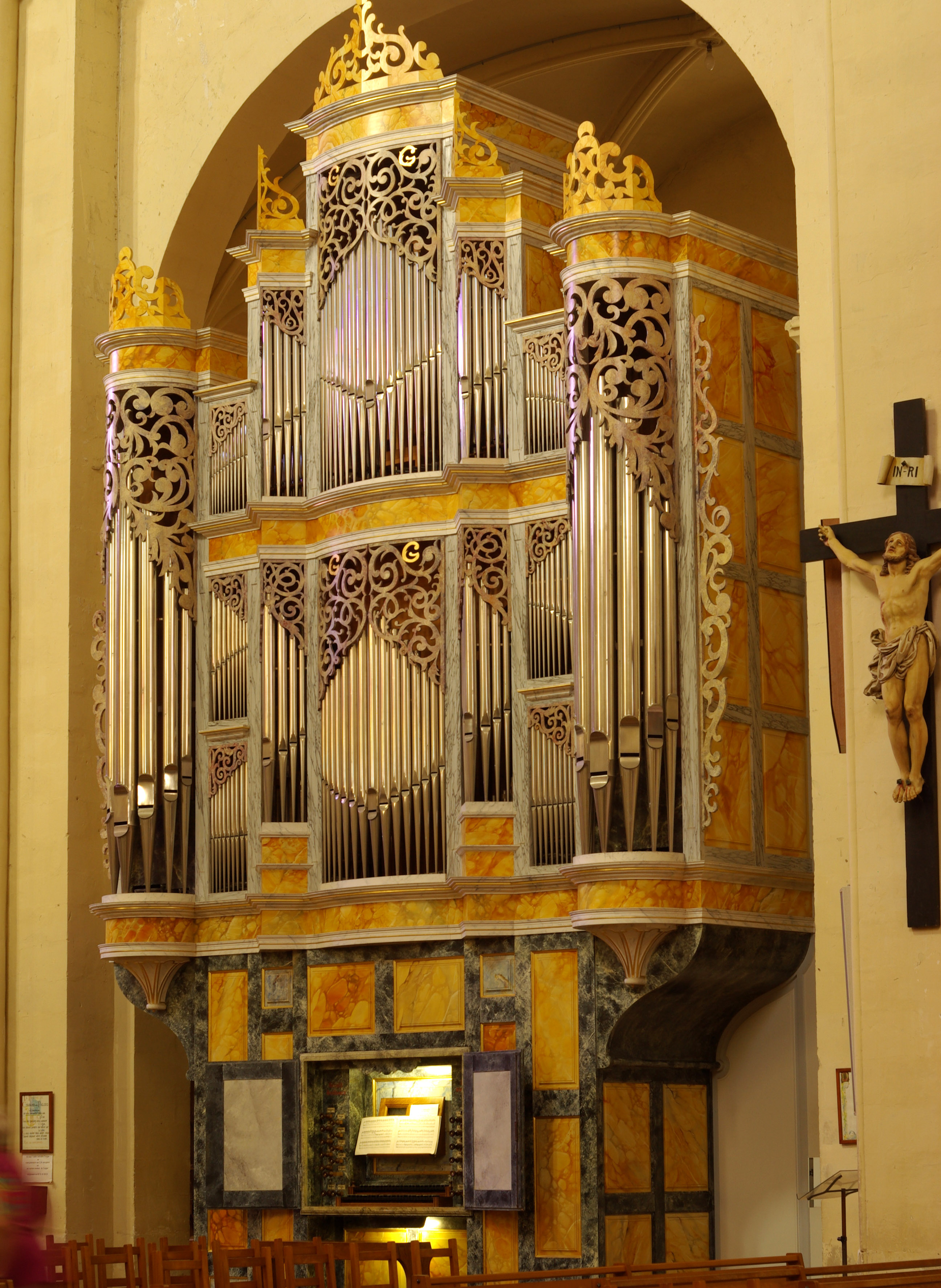
Orgue Guillemin
de l'Église Saint-Pierre et Saint-Paul
à Chavagnes-en-Paillers

Gérald Guillemin est né en 1948 à Paris. En 1976, il crée à Malaucène (Vaucluse) sa propre entreprise de facture d'orgues : 450 m2 d'ateliers et de stockage, salle des machines, salle de montage, salle de tuyauterie, magasins. Le personnel comprend 9 compagnons ébénistes, sculpteurs, mécaniciens et tuyautiers.
Parmi les instruments restaurés, conçus ou réalisés par Gérald Guillemin, on peut citer ceux de Sainte-Thérèse de Montpellier, de Frontignan (orgue Puget restauré), de la classe d'orgue de Montpellier, de Sainte-Croix d'Aubusson, de Saint-Nicolas de Wasquehal, de Mérignac, de Saint-Pierre et Saint-Paul à Chavagnes-en-Paillers, du Temple d'Alès (Gard), de l'église de Lacaune et de la Cathédrale Saint-Étienne d'Agde.
Il est l'auteur d'une thèse sur l'orgue d'Europe du Nord. Il a fait son apprentissage chez le facteur d'orgues Alfred Kern. Ses œuvres le montrent très influencé par les facteurs d'orgues allemands du XVIIIe siècle, notamment Johann Gottfried Silbermann et Tobias Heinrich Gottfried Trost.